# 匯能集團
匯能集團控股國際有限公司，簡稱匯能集團控股國際、匯能集團控股，以及匯能集團。
主席為黃文輝。業務在全球和香港經營開發節能產品，以及空調管理解決方案。
股份在2015年3月24日於港交所創業板上市，當時代碼為8105.HK。配售價格為0.5港元，股份配售為1.25億股，集資額為7500萬港元。
2016年10月26日轉往主板上市，代碼為1539.HK。

## 外部連結
- synergy-group.com